# Che: ¿muerte de la utopía?
Che: ¿muerte de la utopía? es una película documental de Argentina filmada en colores dirigida por Fernando Birri sobre su propio guion que fue estrenada el 12 de junio de 1999. Con materiales diversos el director buscan respuestas ante todo a la pregunta ¿Qué significa hoy el Che en el mundo, y qué es la utopía?

## Sinopsis
En el 30 aniversario de la muerte de Ernesto 'Che' Guevara, el director viajó  por varios países, investigando el mito y realidad de su figura.

## Producción
El filme incluye testimonios de distintas personas, desde numerosos intelectuales a visitantes de Disneyland de París, pasando por las enfermeras bolivianas que se encargaron del cadáver en un primer momento, e incorpora fragmentos de películas diversas, entre muchos otros materiales.

## Fernando Birri
Fernando Birri (Santa Fe, 13 de marzo de 1925 - Roma, 27 de diciembre de 2017) fue un cineasta, director y actor argentino. Es considerado el padre del llamado «Nuevo cine latinoamericano».
 
Luego de haber incursionado en el teatro y en la poesía en su ciudad natal, estudió de 1950 a 1953 en el Centro Sperimentale di Cinematografía de Roma, Italia. Al regresar a su país comenzó a enseñar en el Instituto de Cinematografía de la Universidad Nacional del Litoral, luego conocido como Escuela Documental de Santa Fe.
Dirigió el cortometraje Tire Dié (1960) y el largometraje Los Inundados (1962). En 1986 junto a Gabriel García Márquez fue parte de la fundación de la Escuela Internacional de Cine y Televisión de San Antonio de Los Baños de Cuba, de la que también fue director entre 1986 hasta 1991 y desde allí uno de los iniciadores del nuevo cine latinoamericano.

## Entrevistados
Participaron del filme los siguientes entrevistados:
- Manuel Antin
- Osvaldo Bayer
- Fernando Birri
- Hebe Bonafini
- Virgilia Cabrita
- Rebecca Chávez
- Eduardo Galeano
- Alberto Granado
- Ignacio Ramonet
- Christoph Schlingensief
- Jorge Semprún
- Fernando E. Solanas
- Mario Vargas Llosa
- Claudia von Alemann
- Siegfried Zielinski